# Механический редуктор

Цилиндрическая зубчатая передача как канонический вид механического редуктора.
Ведущее зубчатое колесо — В.
Ведомое зубчатое колесо — А.

Механи́ческий реду́ктор — механическая передача энергии вращением, преобразующая частоту вращения и крутящий момент по величине. Исходя из этимологии термина, происходящего от лат. reducere «уменьшать», функцией редуктора является уменьшение усилия, необходимого для привода устройства, преобразующего передаваемую механическую энергию в полезную работу.
Каноническим видом механического редуктора является зубчатая передача, в которой ведущее зубчатое колесо меньшего диаметра, а ведомое — большего. Помимо зубчатых передач функции редуктора может выполнять планетарная передача и волновая передача.

## Как это работает?

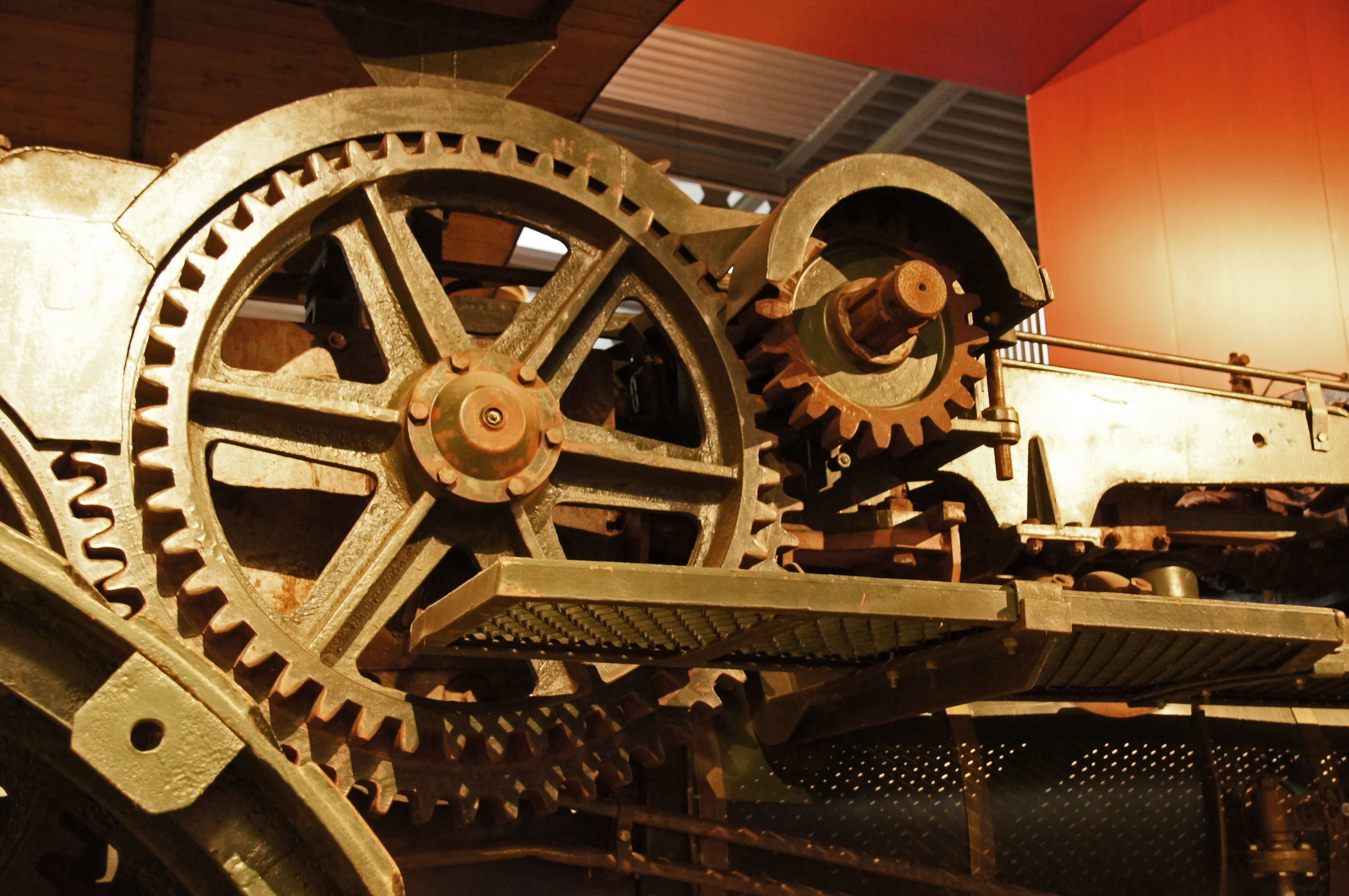
Редуктор с цилиндрическими шестернями

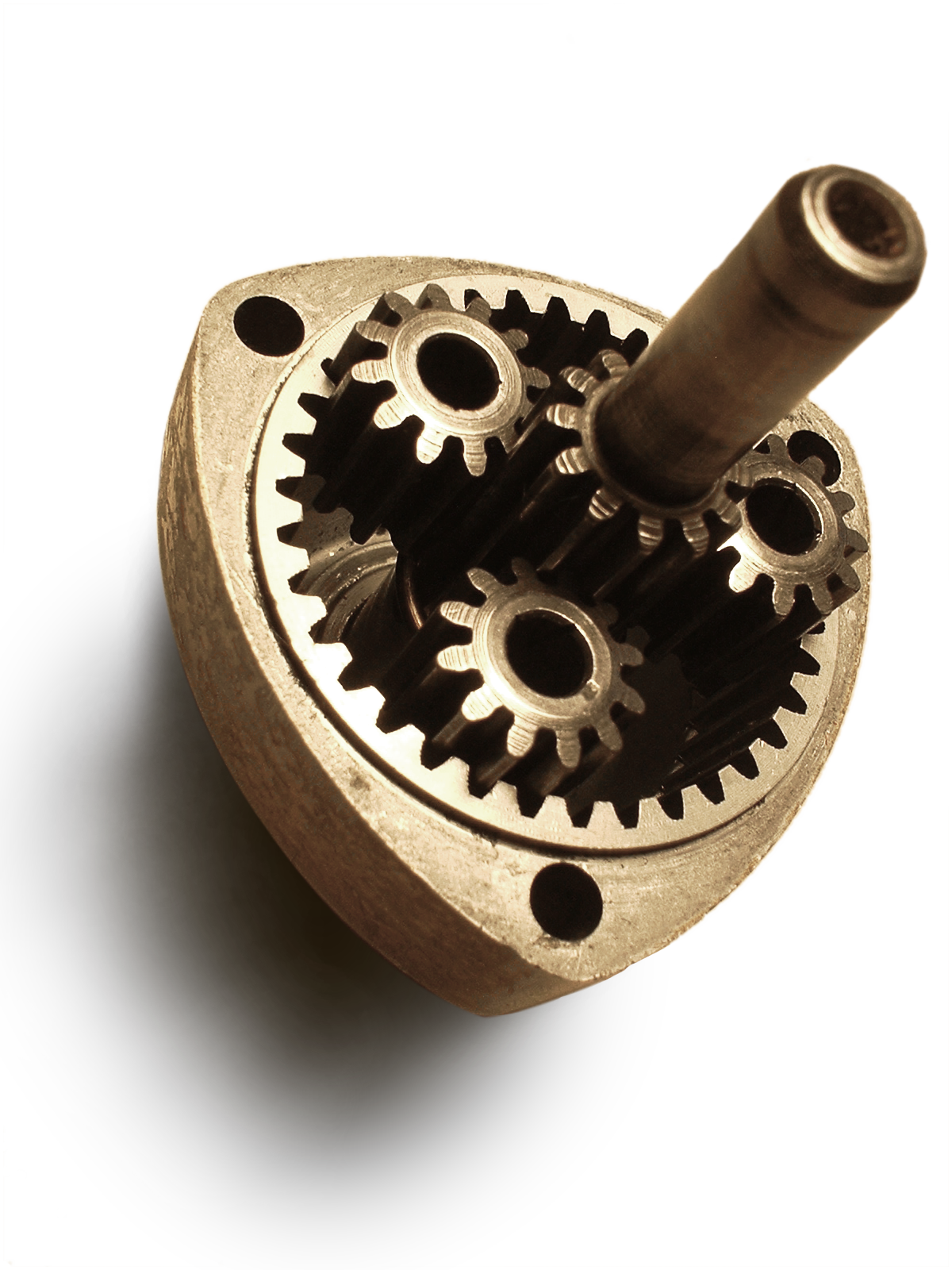
Планетарный редуктор

Гипоидная передача

Работа вариатора

Работа любого редуктора подпадает под действие Золотого правила механики: редуктор практически не изменяет передаваемую вращением мощность (с поправкой на КПД), а лишь взаимообратно изменяет две её составляющие — крутящий момент и угловую скорость. Величина изменения определяется передаточным отношением. При этом редукция усилия предполагает, что крутящий момент на входе в редуктор будет меньше, чем на выходе с него, а угловая скорость, соответственно, наоборот — на входе будет больше чем на выходе. Передаточное отношение любого подобного редуктора больше единицы, а сам термин «редуктор», упомянутый без каких-либо дополнительных определений к нему, подразумевает именно редуктор подобного плана.
В редких случаях (в основном, из компоновочных соображений) в технике применяются редукторы с передаточным отношением меньше единицы. Такой редуктор в русскоязычном речевом обиходе называется «повышающим редуктором». Определение «повышающий» здесь происходит как от факта повышения усилия, необходимого для привода конечного устройства, так и от повышения угловой скорости ведомой шестерни в таком редукторе. Формально, исходя из этимологии термина «редуктор», словосочетание «повышающий редуктор» есть оксюморон, но фактически распространённого синонима в русском языке нет, а, возможно, более подходящий сюда термин «мультипликатор» в обиходе практически не используется и малопонятен. При этом такой термин как «повышающая передача» официально зафиксирован ГОСТ и правомерно присутствует в инженерно-техническом лексиконе.

## Классификация и характеристики редукторов

### Классификация редукторов по ГОСТ
Редукторы классифицируются в зависимости от:
1. вида применяемых зубчатых передач в кинематической схеме[4].
2. числа ступеней редукции[4];
3. взаимного расположения геометрических осей входного и выходного валов[5];
4. способа крепления редуктора[6].

Виды редукторов, в зависимости от применяемых передач:
1. Цилиндрический.
2. Конический.
3. Червячный.
4. Планетарный.
5. Волновой.
6. Циклоидальный.
7. Прецессирующий.
8. Комбинированный, например цилиндро-конический, цилиндро-червячный.

### Основные характеристики редукторов
Таковыми являются:
1. общее передаточное отношение;
2. величина номинального крутящего момента на тихоходном валу;
3. максимально возможная частота вращения.

### Корпуса редукторов
В серийном производстве широко распространены стандартизованные литые корпуса редукторов. Чаще всего в тяжёлой промышленности и машиностроении применяются корпуса из литейного чугуна, реже из литейных сталей. Когда требуется максимально облегчить конструкцию, применяют легкосплавные корпуса из алюминиевых литьевых сплавов. На корпусе редуктора чаще всего имеются места крепления — лапы и/или уши, за которые перемещают и/или крепят редукторы к основанию. На выходе валов располагают манжетные уплотнения для предотвращения вытекания масла и попадания внутрь корпуса воздуха, загрязнённого пылью. На корпусах редукторов зачастую располагают конструкционные элементы, предотвращающие увеличение давления внутри редуктора, возникающее от нагрева редуктора при его работе - отдушины, также над местом зацепления часто ставится небольшая крышка на болтах, через которое его можно осмотреть. Помимо этого, деталями корпуса также являются стандартные крышки подшипников, бывают закладными или привёртными (крепятся на болты), также глухими или сквозными в зависимости от назначения. В сквозных крышках устанавливают манжетные уплотнения, через такую крышку проходит вал, за её пределами находится конец вала, который должен соединяться с муфтой, чаще всего применяется шпоночное или шлицевое соединение, конец вала со шпоночным пазом может иметь цилиндрическую или коническую формы.
В штучном производстве широко используются сварные корпуса, позволяющие получать индивидуальные конструктивные решения.

### Передаточное отношение
В дополнение к общему определению передаточного отношения, предполагающему отношение угловых скоростей ведущей и ведомого валов {\displaystyle i=\omega _{1}/\omega _{2},} в любом механическом редукторе на зубчатых колёсах таковое может быть подсчитано без замеров угловых скоростей по формулам, учитывающим число зубьев. Для определения передаточного отношения любого редуктора из двух взаимозацепленных зубчатых колёс, независимо от их формы и типа зацепления (цилиндрического, конического, гипоидного, червячного), верна формула вида {\displaystyle z_{2}/z_{1}} где {\displaystyle z_{1}} — число зубьев ведущего зубчатого колеса (число заходов червяка), а {\displaystyle z_{2}} — число зубьев ведомого зубчатого колеса. Передаточное отношение планетарного редуктора определить таким образом также возможно, хотя оно не имеет единой формулы подсчёта, и для его определения по числу зубьев всегда надо понимать, какое звено планетарного редуктора является ведущим/ведомым/опорным, а также учитывать тип и форму конкретного планетарного механизма.
Общее передаточное отношение всех редукторов, задействованных в конкретной кинематической цепи, равно произведению их передаточных отношений.
Редуктор со ступенчатым изменением передаточного отношения называется коробкой передач, с бесступенчатым — вариатор.